# Amphilaphis grandiflora
Amphilaphis grandiflora is een zachte koraalsoort uit de familie Primnoidae. De koraalsoort komt uit het geslacht Amphilaphis. Amphilaphis grandiflora werd in 1912 voor het eerst wetenschappelijk beschreven door Kükenthal. 